# 馬自達R100
馬自達R100是1968年由日本馬自達汽車公司製造發售，第二部搭載轉子引擎的雙門轎車，其轉子引擎分別為10A型的0820亞型、12A型兩種。

## 概要與歷史
繼馬自達Cosmo之後，1968年6月馬自達也以第二代323車身為基礎，搭載10A型0820轉子引擎。在日本國內稱作Familia Rotary Coupe，外銷海外的車名則為馬自達R100。動力方面，最大馬力為100ps / 7,000rpm，扭力峰值為13.5kg·m / 3,500rpm。極速估計可達177km，由0加速至60mph耗時10.8秒。前輪避震系統為支柱式懸吊附防傾桿，後輪為固定軸式懸吊系統。自1970年起改換裝573c.c. X 2 12A型轉子引擎，最大馬力130hp、峰值扭力82kg·m。

## 競速賽事
此款車曾參加不少國際級錦標賽，包括：
- 1969年4月於新加坡舉辦的GP格蘭披治錦標賽，本來考慮裝置排氣阻力少的喇叭筒型消音器，可是轉子引擎特有的共振頻率會使它龜裂，故後來改裝不銹鋼製的直管型消音器出賽，並取得優勝[1]。

- 1969年7月於比利時的斯帕-弗朗科爾尚賽道（（法文）Circuit de Spa-Francorchamps）舉辦的斯帕24小時耐力賽，為了引擎耐久性，故意將最大馬力調降至187bhp / 8,500rpm，最後贏得綜合第5、6名的成績[2]。

- 1969年8月19日於德國紐博格林賽道舉辦的馬拉松84小時耐力賽（Marathon de la Route - Nürburgring 84 Hours），馬自達派出三輛R-100參加。雖然一輛因油箱穿孔導致漏油、另一輛因雨天滑出跑道而棄權、另一輛的消音器受到雨淋和熱廢氣交相衝擊而破裂，最後獲得綜合第5名[3]。

- 1969年於日本鈴鹿賽道舉辦的全日本錦標賽獲得冠軍。

- 1970年6月參加在英國舉辦的皇家汽車俱樂部旅行者大獎賽（RAC Tourist Trophy）獲得第8名[4]。

- 1970年7月參加德國紐博格林賽道6小時耐力賽（West German Touring Car Race），三輛參加的R-100分別取得第4、5、6名[5]。

- 1970年7月在比利時的斯帕24小時耐力賽中派出四輛R-100參戰，雖然最後有三輛因引擎出現問題而退賽，但獲得第5名[6]。

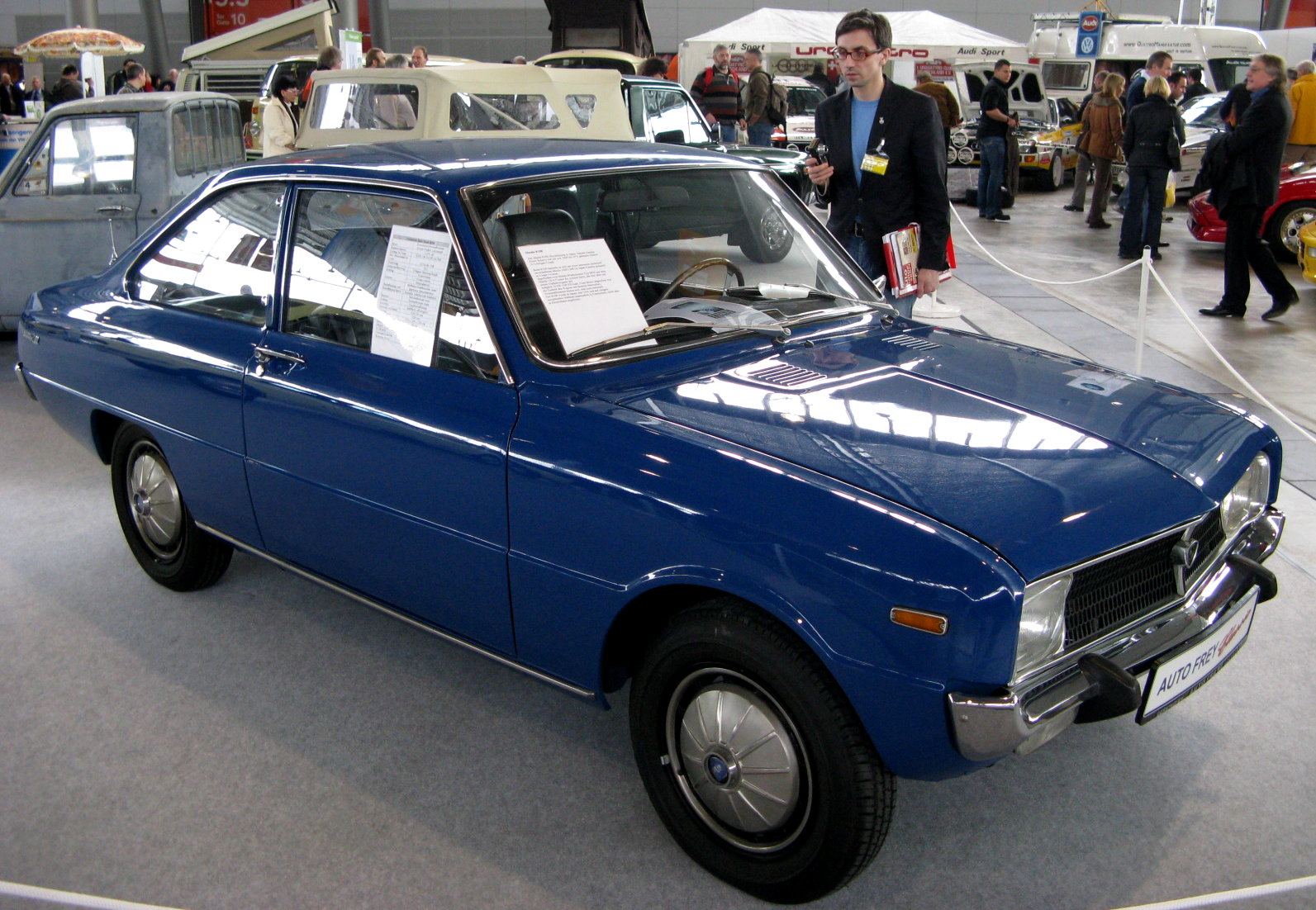
馬自達R100車頭（德國司圖加特）
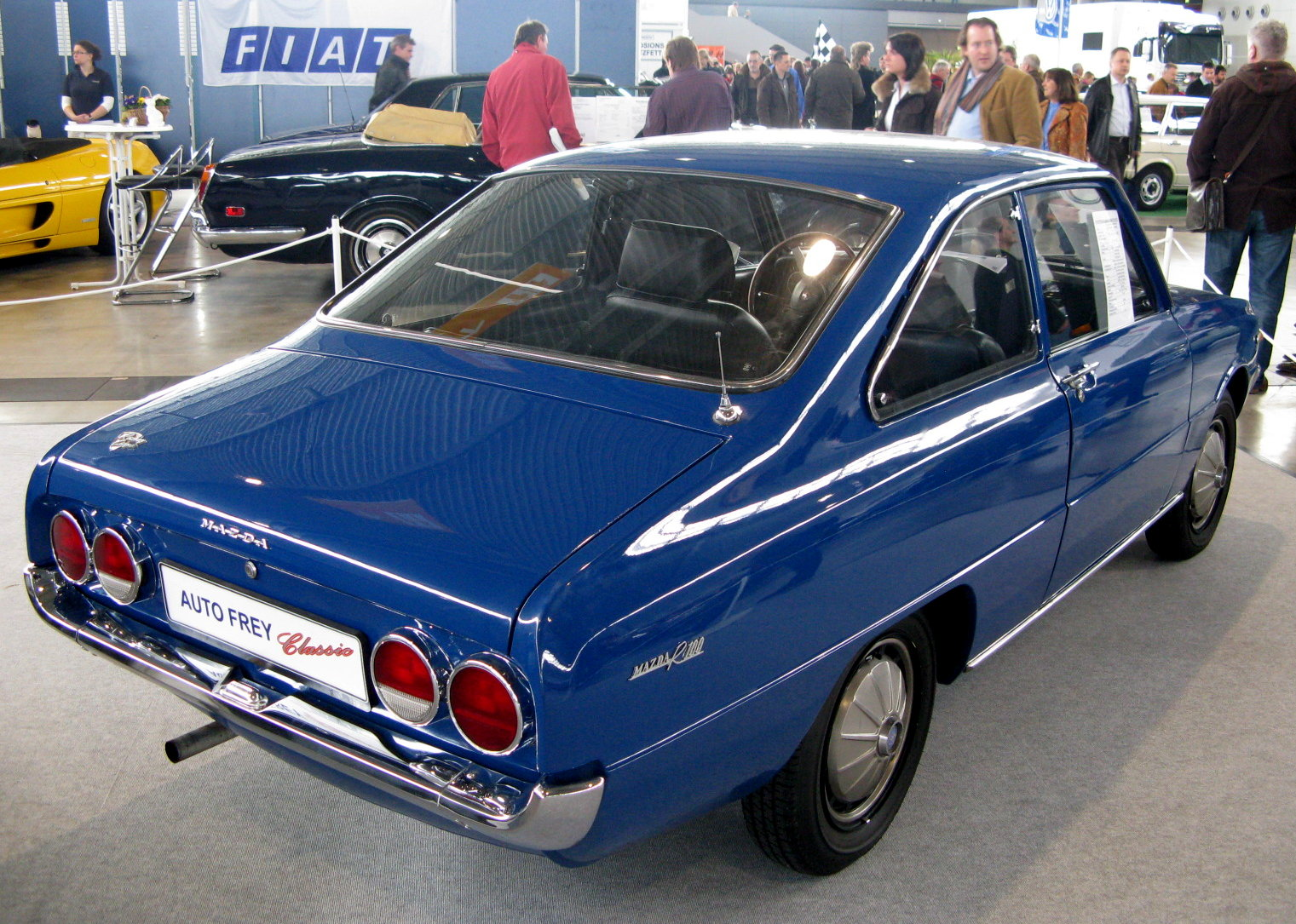
馬自達R100車尾（德國司圖加特）
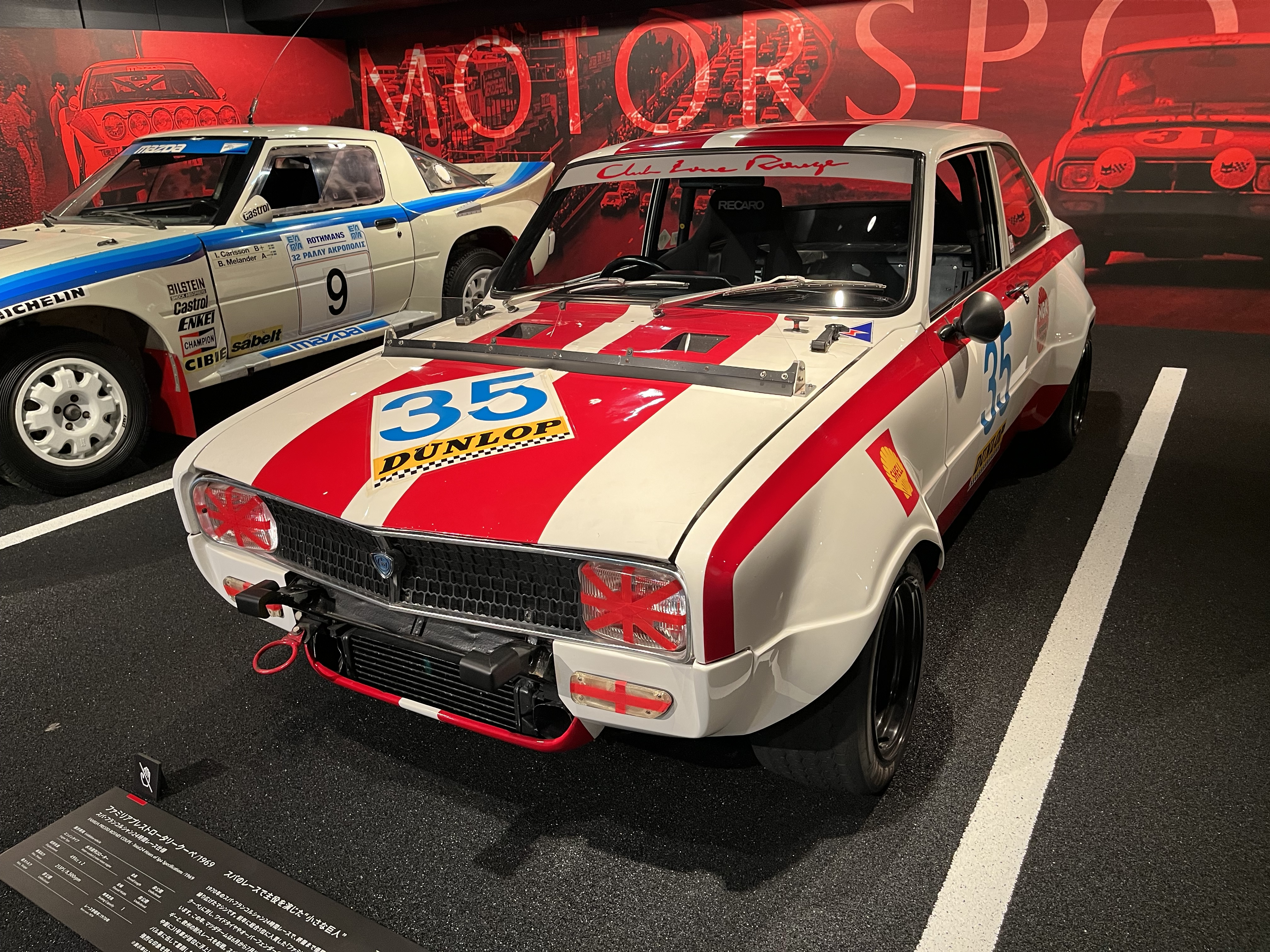
參加斯帕24小時耐力賽的Familia Presto Rotary Coupe

## 外部連結
- （日語）マツダ　ファミリア・ロータリークーペ（M10A型） （页面存档备份，存于）
- （日語）Gazoo.com名車列傳：1967年 マツダ ファミリア